# Orde van de Gouden Ark
De Orde van de Gouden Ark is een internationale ridderorde die op 10 juli 1971 door prins Bernhard der Nederlanden werd gesticht. De orde richt zich op natuurbescherming en "strekt tot onderscheiding van hen, die zich bijzondere verdiensten hebben verworven voor het behoud van flora en fauna op aarde".
Prins Bernhard der Nederlanden was de eerste grootmeester van de orde. Tijdens zijn uitvaart droegen meerdere gasten, onder wie prins Philip van het Verenigd Koninkrijk, hun versierselen van de orde.

## Graden
De graden van de orde zijn commandeur, officier en ridder.
- De commandeur draagt een 55 millimeter breed versiersel aan een lint om de hals.
- De officier draagt een 37 millimeter breed versiersel aan een lint met rozet op de linkerborst.
- De ridder draagt een 37 millimeter breed versiersel aan een lint op de linkerborst.

## Versierselen

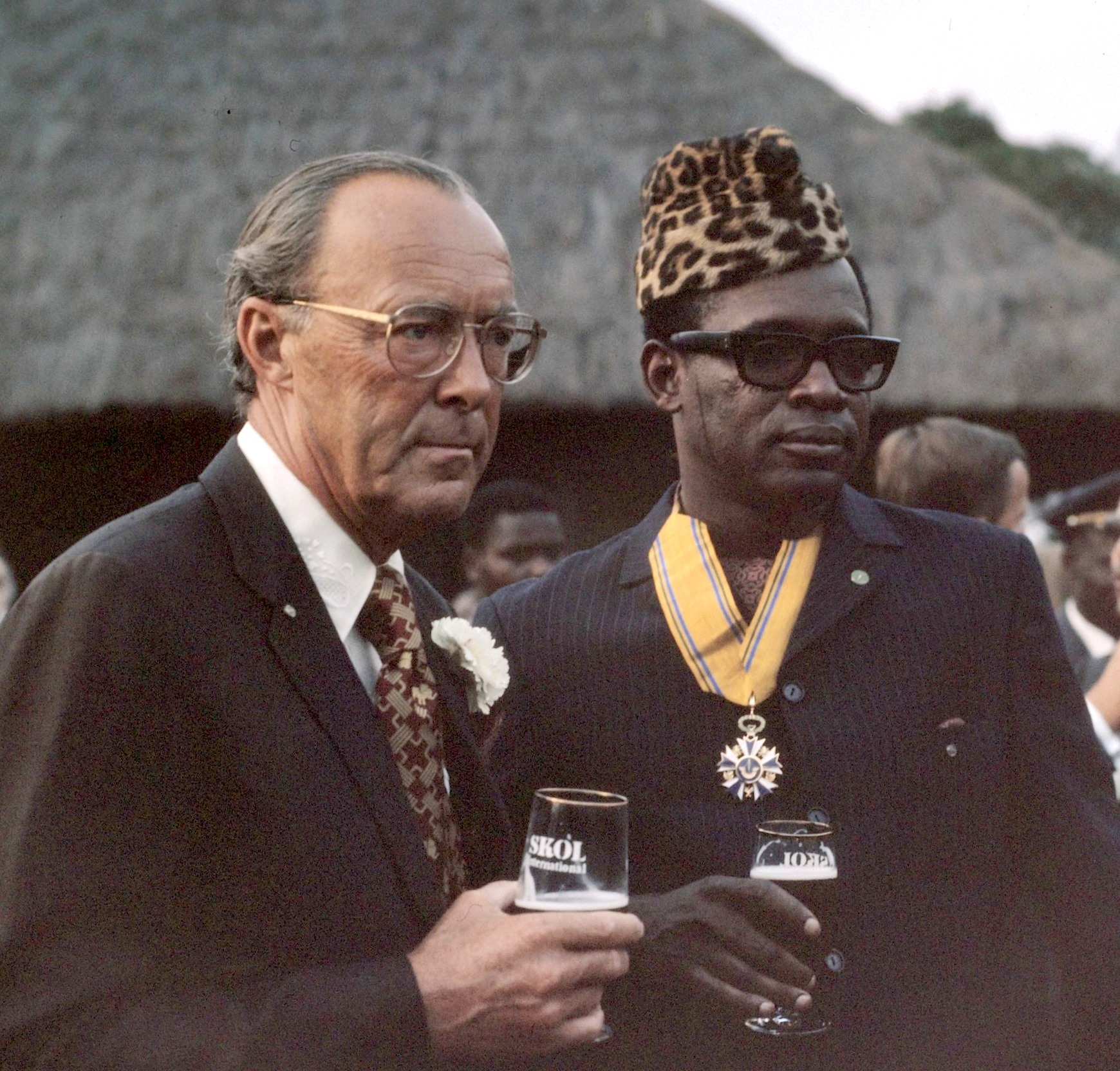
Prins Bernhard met president Mobutu Sese Seko van Zaïre. Mobutu draagt de versierselen van commandeur in de Orde van de Gouden Ark. 12 augustus 1973

Het kleinood van de orde is een vijfarmig blauw geëmailleerd gouden kruis dat op een tweemaal zo breed wit geëmailleerd gouden kruis is gelegd. De armen van beide kruisen zijn van gelijke lengte. De vijf armen verbreden zich vanuit het midden en eindigen in twee punten. Het kruis is op een gouden lauwerkrans gelegd. Op het kleinood is een medaillon met een gouden ring gelegd met een afbeelding van een schip op een blauw geëmailleerde ondergrond. Dit schip moet de mythische ark van Noach voorstellen. De voorstelling doet geen recht aan de beschrijving in Genesis maar lijkt meer op een koggeschip. De keerzijde is vlak. Als verhoging is een groen geëmailleerde gouden lauwerkrans aangebracht.
Het lint van de orde is oranje met aan weerszijden smalle blauwe en groene biezen.

## De Orde van de Gouden Ark na de dood van prins Bernhard
Toen de prins in 1994 Lenie 't Hart de versierselen van Officier in de Orde van de Gouden Ark opspeldde, zei hij: "Meer heb ik er niet. Nu is het op...", wat suggereert dat de prins de orde voor zijn leven had gesticht en de orde in het vervolg een slapend bestaan zal leiden. In 1999 heeft de prins de versierselen aan elf personen uitgereikt; er werden zeven officieren en vier ridders benoemd. In 2001 heeft de prins bij veertien mensen de versierselen van Officier of Ridder in de Orde van de Gouden Ark opgespeld.
De orde is geen koninklijke onderscheiding en ook geen huisorde van het Nederlandse koninklijk huis of de familie Oranje-Nassau. Volgens het orderecht zoals dat in de 20e eeuw wordt gehanteerd had de prins der Nederlanden ook geen ridderorde kunnen stichten. De prins was geen fons honorum maar bezat zoveel prestige dat een bloeiende ridderorde ontstond.